# Chauncey Ives
Pour les articles homonymes, voir Ives.
Chauncey Bradley Ives (14 décembre 1810 - 2 août 1894) est un sculpteur américain qui travaillait principalement dans le style néo-classique. Ses œuvres les plus connues sont les statues en marbre de Jonathan Trumbull et de Roger Sherman qui font partie de la National Statuary Hall Collection.

## Biographie
Ives est né à Hamden, dans le Connecticut, et à l'âge de 16 ans, il a été mis en apprentissage chez Rodolphus Northrop, un sculpteur sur bois de la ville voisine de New Haven. Il a peut-être aussi étudié avec Hezekiah Augur, un autre sculpteur sur bois local qui a été un pionnier de la sculpture sur marbre en Amérique.
Peu après, Ives se tourne vers la sculpture sur marbre et commence à sculpter des portraits, d'abord à Boston, dans le Massachusetts, puis à New York.
Une mauvaise santé (et, selon Craven, p. 235, peut-être une trop grande concurrence de la part des autres sculpteurs de Boston et de New York) finit par convaincre Ives de partir en Europe en 1844, où il finit par s'installer dans la communauté des artistes expatriés. Il devait rester en Italie, après s'être installé à Rome en 1851, pour le reste de sa vie. Sa dernière demeure se trouve au cimetière protestant de Rome, à Rome.
La statue d'Ives, Undine Rising from the Waters (1884), reste l'une des icônes du mouvement néoclassique américain. Elle a été choisie pour orner la couverture d'au moins trois livres sur la sculpture, American Sculpture at Yale University, Marble Queens and Captives et A Marble Quarry, où le dos de la statue sert également de quatrième de couverture du livre. Ives devait revisiter le sujet d'Undine dans une autre œuvre, Undine Rising from the Fountain.
La réputation d'Ives n'a pas survécu à sa vie. L'historien de l'art et sculpteur Lorado Taft l'inclut dans son ouvrage de référence The History of American Sculpture, dans un chapitre intitulé Some Minor Sculptors of the Early Years (Quelques sculpteurs mineurs des premières années), et déclare à propos de ses statues Trumbull et Sherman au Capitole de l'État du Connecticut : " La description de ces œuvres curieuses ne serait pas rentable. Elles s'intègrent parfaitement à la majorité de leurs compagnons, mais de tous les hommes morts qui s'y trouvent, elles semblent les plus conscientes d'être mortes."
Contrairement à la plupart de ses autres œuvres, The Willing Captive (v. 1862-68), bien qu'elle ait été conçue pour répondre au désir de sentimentalité de l'art du XIXe siècle, contient plus de contenu que ce que l'on trouve habituellement dans l'art de cette époque. L'œuvre, sous-titrée An Historical Incident of November, 1764, dépeint un événement réel survenu pendant la guerre franco-indienne, dans lequel une jeune femme est déchirée entre les autochtones avec lesquels elle vit après avoir été capturée par eux et une femme blanche, sa mère, qui est venue la reprendre. Un moulage en bronze de 1886 de l'œuvre se trouve aujourd'hui dans le Lincoln Park de Newark, dans le New Jersey. 

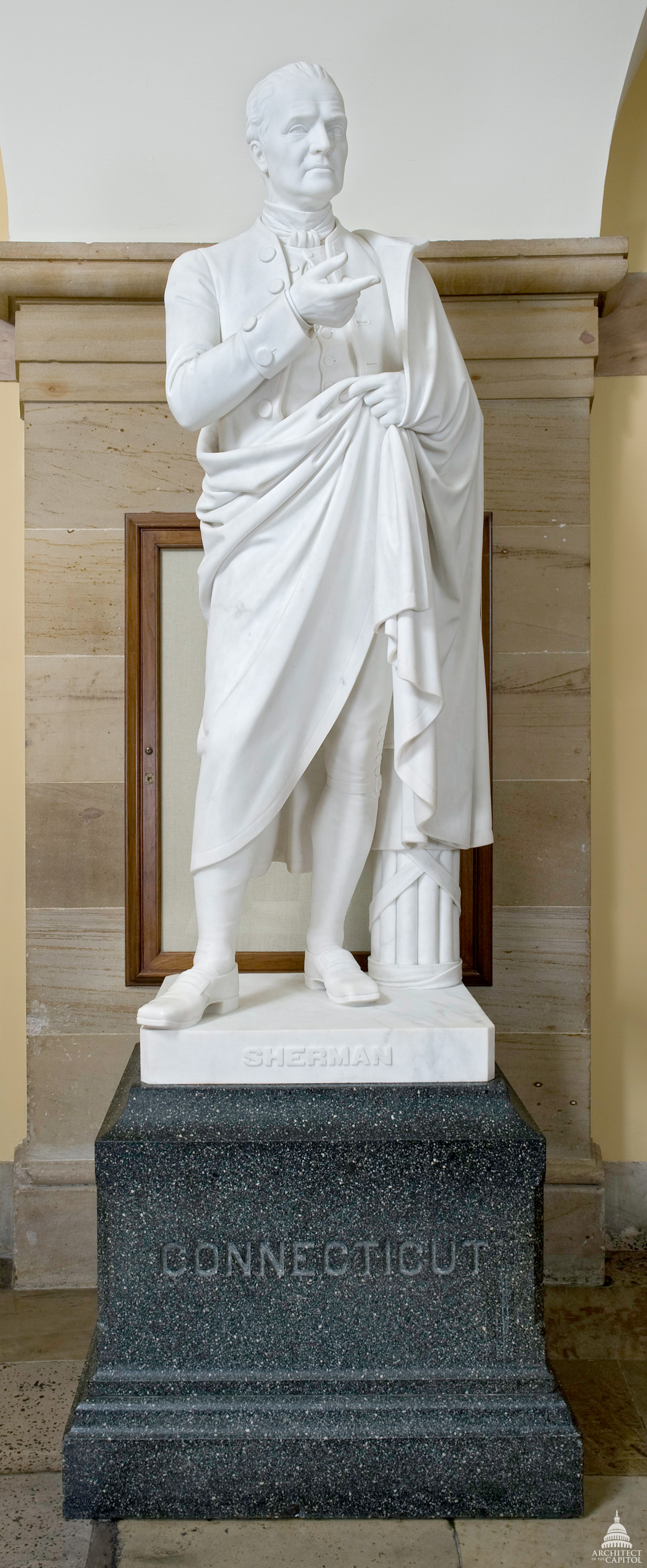
Statue de Roger Sherman.